# Desa Muck
Desa Muck, slovenska pisateljica, dramatičarka, gledališka in filmska igralka, televizijska voditeljica, scenaristka in publicistka, * 29. avgust 1955, Ljubljana, Slovenija.

## Življenje
Rojena je leta 1955 v Ljubljani, kjer je tudi odraščala. Delala je kot pomočnica vzgojiteljice v vrtcu, negovalka duševno prizadetih otrok, tehnična risarka v gradbenem podjetju. Je profesionalna pisateljica in svobodna umetnica. Avgusta 2020 se je upokojila. Igrala je v številnih filmih in gledaliških predstavah in vodila televizijske oddaje ter prireditve. Bila je nominirana za Slovenko leta 1996, 1997, 1998 in 2008. Marca 2018 jo je revija Ona Plus izbrala za slovensko žensko leta 2017, prejela je naziv Ona  365. V obrazložitvi izbora je komisija zapisala: »zaradi njene popolne iskrenosti, ko govori o najbolj pomembnih stvareh v življenju. Brez zadržkov. Ne očita, ampak pripoveduje. Ker verjame v ljudi. V moč povezovanja. Brezkompromisna danost, s katero se približa vsem nam, tudi nebralcem.« Ima tri hčerke. Poročena je z Igorjem Blažino. Živi v Mokronogu.

## Delo
Napisala je več kot 50 literarnih del za otroke, mladino in odrasle, mnoga so večkrat ponatisnjena in tudi prevedena v nemški, angleški, španski,  italijanski,  hrvaški, srbski, romunski, bolgarski, češki, slovaški, madžarski, makedonski in romski jezik. Piše tudi kot t.i. ghost writer, kjer njena identiteta ni razkrita. V splošnih knjižnicah Slovenije je največkrat izposojena avtorica, saj si bralci vsako leto v knjižnicah izposodijo njene knjige več kot 50.000-krat. Odlikujeta jo žlahtni humor in sočutje. Po njenem romanu za odrasle Panika je bil posnet celovečerni film, zgodbe za otroke o Anici pa so posnete v deset krajših televizijskih filmih. V najstniških letih je igrala v Šentjakobskem gledališču. Kot filmsko igralko jo je odkril režiser in igralec Peter Zobec. Najprej je pisala scenarije za TV oddajo Videogodba in otroški film Desovila ter stripe. Sledile so ljubezenske zgodbe za revijo Antena, katerih je napisala preko 100. Za otroško revijo PIL je pisala poučno zabavni podlistek "Blazno resno" in rubriko "Kotiček tete Justi." Bila je urednica revije "Firbec."
Od leta 1996 do leta 2002 in od leta 2008 do 2010 je sodelovala s TV SLO in voditeljem Galunič Mariom v nedeljskih večernih družinskih oddajah Mario, ZOOM in Spet doma kot sovoditeljica in soscenaristka. Pred tem je bila leta 1984 televizijska voditeljica in scenaristka glasbene oddaje Videogodba, za kar je prejela nagrado Viktor in sovoditeljica mladinske oddaje "Periskop."  Igrala je v 16 filmih in 5 televizijskih serijah. Sodelovala je pri okoli 400 scenarijih za televizijske oddaje, napisala je okoli 50 scenarijev za silvestrske oddaje in razvedrilne ter glasbene  prireditve kot so "Slovenska popevka", "Melodije morja in sonca," "Ema" in druge. Piše soscenarije za številne razvedrilne oddaje TV Slovenija. Kot literarna ustvarjalka je poznana po več kot 300 kolumnah, objavljenih v revijah in časopisih Jana, Ona, Lisa, Objektiv, ki so zbrane izšle v treh knjigah Pasti življenja leta 2005 in Pasti življenja II leta 2007 ter Takole bom rekla leta 2017. Opravljala je tudi publicistično delo v reviji Antena ter v otroški reviji PIL. Je avtorica stripa o Desovili.
Najbolj znana  je po pisanju proze, predvsem za mladino in otroke. V svojih zapisih zavzema preproste in splošne človeške izkušnje. Obravnava teme, kot so slava, bonton, spolnost, droge, šola, motnje hranjenja. Serija "Blazno resno o - " seksu, šoli, zadeti, popolni, slavni velja za "najstniško biblijo odraščanja". Napisala in igrala je dve monokomediji Jutri začnem in Končno srečna, ob tem pa še tri drame za odrasle, pet gledaliških predstav za otroke, dve radijski igri, od katerih je bila "Kdo je ubil zmaja?" nagrajena in predvajana na nemškem in italijanskem nacionalnem radiju, uprizorjena pa je bila tudi kot gledališka predstava v Šentjakobskem gledališču v sezoni 1994/1995. Njeno predstavo  Blazno resno zadeti so uprizorili v Kulturnem gledališču v Novi Gorici, leta 2009 pa tudi v Cankarjevem domu in v  Prešernovem gledališču Kranj. Priredila je besedilo in napisala pesmi za gledališko predstavo Muca copatarica, ki jo od leta 2008 igra Prešernovo gledališče v Kranju. V predstavi nastopa tudi ona v vlogi Muce copatarice. Napisala je scenarij za muzikal "Alpska saga" in scenarije za goste druge sezone humoristične TV nanizanke "Dragi sosedje." Decembra 2017 je TV Slovenija posnela enourni dokumentarni film o njej z naslovom "Kaj ti je deklica *Blazno resno o Desi Muck". Po njenem romanu za odrasle "Panika" je Radiotelevizija Slovenija posnela celovečerni film.
Njena dela so prevedena v 14 jezikov :  angleški, nemški, španski, italijanski, španski, češki, slovaški, madžarski, hrvaški, srbski, makedonski, bolgarski, romunski, romski jezik.
Avgusta 2016 sta s partnerjem Blažino ustanovila založbo in produkcijsko hišo Muck Blažina, pri kateri je izšla njena knjiga zbirka kolumn Takole bom rekla in druga prenovljena izdaja Kakšne barve je svet, Kokoš velikanka ali Kako je Slovenija dobila svojo podobo ter ponatisi Anica in grozovitež, Anica in velika skrivnost, Anica in prva ljubezen. Producirala sta gledališko predstavo za otroke po Desini knjigi "Anica in grozovitež" v režiji Zale Sajko.

## Vloge v filmu in televizijski nadaljevanki ter gledališču

### Televizijska nadaljevanka
- Naša krajevna skupnost, 1980 (COBISS)
- Ante , 1982
- Oblaki so rdeči, 1983
- Bankirke (vloga Justine), 2007
- Danes gor, jutri dol , 2009
- Točno popoldne, 2015
- Več po oglasih, 2016
- Dragi sosedje (vloga gospa Čužnik), 2. sezona 2017
- Dragi sosedje (vloga gospa Čužnik), 3. sezona 2018
- Dragi sosedje (vloga gospa Čužnik), 4. sezona 2018
- LP Lena (vloga Zaline mame), 2. sezona 2020
- Ja, Chef! (vloga bolničarke) 4. sezona 2022
- Gospod profesor (mama), 1. sezona 2022

### Celovečerni filmi
- Rdeči boogie ali Kaj ti je deklica, 1982 (COBISS)
- Dih, 1983
- Kako sam sistematski uništen od idiota, 1983 (COBISS)
- Zadah tijela, 1983
- Trije prispevki k slovenski blaznosti, 1983
- Ljubezen, 1984 (COBISS)
- Naš človek, 1985
- Ljubezni Blanke Kolak, 1987
- Veter v mreži, 1989 (COBISS)
- Ameriški sen, 1992
- Good rockin' tonight, 1992
- Kaj si zares mislim o Woodyju Allenu, 2003
- Instalacija ljubezni, 2007 (nagrada VESNA za najboljšo žensko stransko vlogo)
- Veronika in Friderik, 2009
- Panika, 2013

### Mladinski film
- Pozabljeni zaklad, 2002 (COBISS)

Gledališke predstave
- Hura soncu in dežju (avtor Hep van Delft, produkcija Šentjakobsko gledališče Ljubljana, igrala vlogo Blagorodne dame), 1973

- Vsi smo samo ljudje, (avtor Fadil Hadžić, produkcija Šentjakobsko gledališče Ljubljana, igrala vlogo Maje), 1974

- Dom Bernarde Albe (avtor Federico Garcia Lorca, produkcija Šentjakobsko gledališče Ljubljana, igrala vlogo Bernardine hčere Magdalene), 1974

- Jutri začnem (monokomedija, napisala in igrala), 2002

- Blazno resno zadeti (Prešernovo gledališče Kranj, napisala in igrala vlogo mame), 2004, 2007, 101 ponovitev

- Blazno resno slavni (Prešernovo gledališče Kranj, napisala in igrala vlogo Dese), 2006, 2009, 100 ponovitev

- Selma in Lojzka (Gledališče Koper, napisala besedilo in igrala vlogo Lojzke), 2006

- Muca copatarica (Prešernovo gledališče Kranj, igra vlogo Muce copatarice), 2008, preko 100 ponovitev

- Božični večer (Gledališče Koper, soavtorica besedila in igrala), 2008

- Blazno resno o seksu (Prešernovo gledališče Kranj, napisala in igrala), 2009

- Ženske&moški.com (Špas teater Mengeš), 2009

- Končno srečna (monokomedija, napisala in igrala), 2010

- Portreti 1 (Mladinsko gledališče Ljubljana, igrala vlogo voditeljice), 2013

- Portreti 2 (Mladinsko gledališče Ljubljana, igrala vlogo voditeljice), 2013

- Portreti 3 (Mladinsko gledališče Ljubljana, igrala vlogo voditeljice),2013

- Gledališka vaja (Gledališče Koper, soavtorica besedila in igrala vlogo gospe Dese), 2014

- muzikal Brilijantina (igra vlogo prof. Lynch), 2018,

- gledališki pogovorni show Pozor ! Prihodnost z Deso Muck (Gledališče Koper, voditeljica in scenaristka), 2021

- gledališka predstava Ženska : ljubezni, izgube, obleke (Špasteater Mengeš, igra vlogo več likov), 2021
- gledališka stand up predstava Ženske brez filtra (POPUP Teater, vloga babice), 2024,2025

Dramatizacije
- 1999 Roald Dahl Matilda (Prešernovo gledališče Kranj, režija Matjaž Latin)

- 2018 Jeanie Linders Menopavza; prevod in priredba (Špas teater Mengeš, režija Nina Kleflin)

## Priznanja in nagrade
- 1985, viktor za medijske dosežke in dosežke v popularni kulturi za vodenje televizijske oddaje Videogodba
- 1996, 1997, 1998, 2008 nominacija za naziv Slovenka leta
- 1998, nagrada večernica za najboljši mladinski roman leta 1997 (Lažniva Suzi)
- 1999, najljubša slovenska mladinska knjiga (Lažniva Suzi)
- 2005, Levstikova nagrada za zbirko zgodb Anica (Anica in velike skrbi, Anica in počitnice, Anica in velika skrivnost)
- 2003, 2004, 2005, 2006, 2007, po izboru mladih bralcev, nagrada moja najljubša knjiga (zbirka Anica)
- 2003, IBBY častna lista, Anica in velike skrbi, mednarodna nagrada za mladinsko literaturo
- 2007, vesna za najboljšo žensko stransko vlogo v filmu Instalacija ljubezni na 10. Festivalu slovenskega filma
- 2016, Ježkova nagrada
- 2018, ONA 365
- 2023, Levstikova nagrada za življenjsko delo